# Lintneria balsae
Lintneria balsae là một loài bướm đêm thuộc họ Sphingidae. Nó được tìm thấy ở México.
It is similar to Lintneria lugens, but brighter, there are distinct black longitudinal lines on the forewing upperside và the discal spot is single, elongate và not subdivided.